# Anne Péron
Anne Péron, de son vrai nom Anne-Marie Coadou, née le 5 novembre 1908 à Saint-Nic (Finistère) et morte le 7 janvier 2002 à Saint-Nazaire (Loire-Atlantique), est une institutrice et poétesse française.

## Biographie

### Origines familiales et formation
Elle grandit et fait ses études secondaires à Brest et devient institutrice. 

### Institutrice à Hanvec, puis à Saint-Nazaire
En 1932, elle épouse Jean-François Péron, sabotier à Hanvec et donne ensuite naissance à trois enfants. 
Elle enseigne pendant sept ans à l’école de hameau de Pen-ar-Hoat à Hanvec, puis part à Saint-Nazaire, suivant son époux embauché comme électricien dans les chantiers navals.
Elle entre à l’université populaire de Saint-Nazaire et fonde en 1962 un festival de poésie encore existant. 
Elle prend sa retraite en 1963.

### La poétesse
Dans une lettre datant du 14 septembre 1985, elle écrit :

« J’ai publié des recueils quand la situation matérielle de ma famille le permit. J’ai parlé de bien des choses dans mes livres. J’évoquais souvent les chantiers navals et la condition ouvrière. »

Un des poèmes d’Anne Péron, Arrière-Pays, est dédié à Hanvec, et en fait un hymne à la commune : la poétesse y magnifie par la magie des mots des lieux phares comme Kervel, Kernévez, Gourlaouren, la forêt du Cranou, Lanvoy… 
Dans sa correspondance, alors âgée de 77 ans, elle déclare :

« L’un de mes souhaits était de renouer le contact avec le Finistère, de faire connaître mon existence en tant qu’auteur à mes compatriotes de là-bas. […] Je vous autorise volontiers à publier dans le bulletin municipal de Hanvec les textes qui vous sembleraient susceptibles d’intéresser les habitants de la commune. »

Anne Péron meurt en 2002, à l’âge de 93 ans.

## Hommages
- Hanvec : lors de sa séance du 6 décembre 2013, le conseil municipal décide de donner son nom à une nouvelle salle multifonctions, inaugurée le 5 septembre 2014.

- Saint-Nazaire : rue Anne Péron, située dans le quartier de Penhoët

## Œuvres
- Au fil des ombres (enfance, jeunesse), La Revue moderne, 1954
- Les Fleurs du fer (chantiers navals, vie ouvrière), Debresse, 1960
- Collerettes (la femme et l’amour), illustrations Xavier Joubert, Debresse, 1960
- Berceau de granit (la Bretagne vue à travers ceux qui souffrent), illustrations d'Alain Gombaud, frontispice de Germaine Leduc, préface de Pierre Autize. Imbert-Nicolas, 1973
- L’Aigle et le hibou (vision poétique des États-Unis), illustrations Madeleine Coffournic, Imbert-Nicolas, 1975
- Sueurs froides (conte poétique et satirique des temps actuels), illustrations Alain Couraud, Imbert-Nicolas, 1976
- Nuits et soleils (dédié à l’aïeule Naïk-Maï-Von), Imbert-Nicolas, 1978
- Par l’eau et le feu (difficulté d’assumer notre état d’humanité), illustré par son beau-frère François Le Corre, né au village de Toulboën en Hanvec. Imbert-Nicolas, 1978
- La Brume à déchirer (livre de contes et nouvelles), Guérande, La Presqu’île, 1984
- Pour toi, navire, illustrations Jean-Marie Grall. Le Fur, Saint-Nazaire, 1987

## Récompenses
- Prix Horizons poétiques,
- Prix Aubépine,
- Premier prix de la Société académique de Nantes,
- Prix Paul Labbé-Vauquelin (Société des poètes français, Paris),
- Prix Bonsirven (Académie des Jeux floraux, Toulouse),
- Prix Andrée Barthe (Société académique de Nantes),
- Grand Prix de la ville de la Baule pour l’ensemble de son œuvre,
- Prix de la Nouvelle du Mans,
- Médaille de la ville de Saint-Nazaire.